# Peter Onorati
Peter Daniel Onorati (ur. 13 maja 1954 w Boonton, New Jersey) – amerykański aktor.

## Życiorys
Urodził się i wychował w Boonton w stanie New Jersey. Uczęszczał do Boonton High School. Chodził do Lycoming College, gdzie po ukończeniu otrzymał dyplom z administracji. Grał w lidze futbolu amerykańskiego NCAA. Miał grać w World Football League, ale liga ta szybko rozpadła się. Następnie uczęszczał Fairleigh Dickinson University, gdzie uzyskał tytuł Master of Business Administration. Pracował dla Ford Motor Company i w magazynie "McCall". Postanowił jednak rzucić biznes i zaczął grać w komediach. Obecnie gra w filmach i w serialach telewizyjnych.

## Prywatne życie
Mieszka w Los Angeles. Jest mężem pisarki Jeanette Collins. Mają trójkę synów: Sebastiana, Gian Carlo i Francisco.

## Filmografia
- 2009: Chuck (Chuck) jako Wally Roberts
- 2009: 24 godziny (24) jako Agent FBI Remic
- 2008: Gotowe na wszystko (Desperate Housewives) jako Warren Schilling
- 2007–2009: Wszyscy nienawidzą Chrisa (Everybody Hates Chris) jako Janitor
- 2007: Wzór (Numb3rs) jako Alfred McGurn
- 2005: Zaklinacz dusz (Ghost Whisperer) jako Anthony Masters
- 2004: JAG – Wojskowe Biuro Śledcze (JAG) jako Brett Orman
- 2002: Detektyw Monk (Monk) jako Archie Modine
- 2001: Ostry dyżur (ER) jako oficer Nick Napolitano
- 2000–2001: Sheena (Shenna) jako Tyler
- 2000: Czarna komedia (Dancing in September) jako Mel
- 2000: Batman przyszłości (Batman Beyond) jako Warhawk
- 1998: Nash Bridges (Nash Bridges) jako Edward C. Rand